# Setalunula blepharipoides
Setalunula blepharipoides är en tvåvingeart som beskrevs av Chao och Yang 1990. Setalunula blepharipoides ingår i släktet Setalunula och familjen parasitflugor. Inga underarter finns listade i Catalogue of Life.